# 聯盟MS-01
联盟MS-01是俄罗斯宇航联盟号的第130次飞行，也是新系列联盟MS的第一次飞行。本次任务将远征48的三名宇航员送到国际空间站。飞船原定于2016年6月发射，由于控制系统的缺陷可能会影响到国际空间站的对接，这次发射被调整到2016年7月。2016年7月7日从哈萨克斯坦拜科努尔航天发射场发射 ，2016年7月9日与国际空间站对接，2016年10月30日脱离空间站并返回地球。

## 机组人员
| 职位       | 姓名              | 飞行次数 |
| ---------- | ----------------- | -------- |
| 指令长     | 阿纳托利·伊万尼申 | 第2次    |
| 飞行工程师 | 大西卓哉          | 第1次    |
| 飞行工程师 | 凯瑟琳·鲁宾斯     | 第1次    |